# Bram Stoker Award

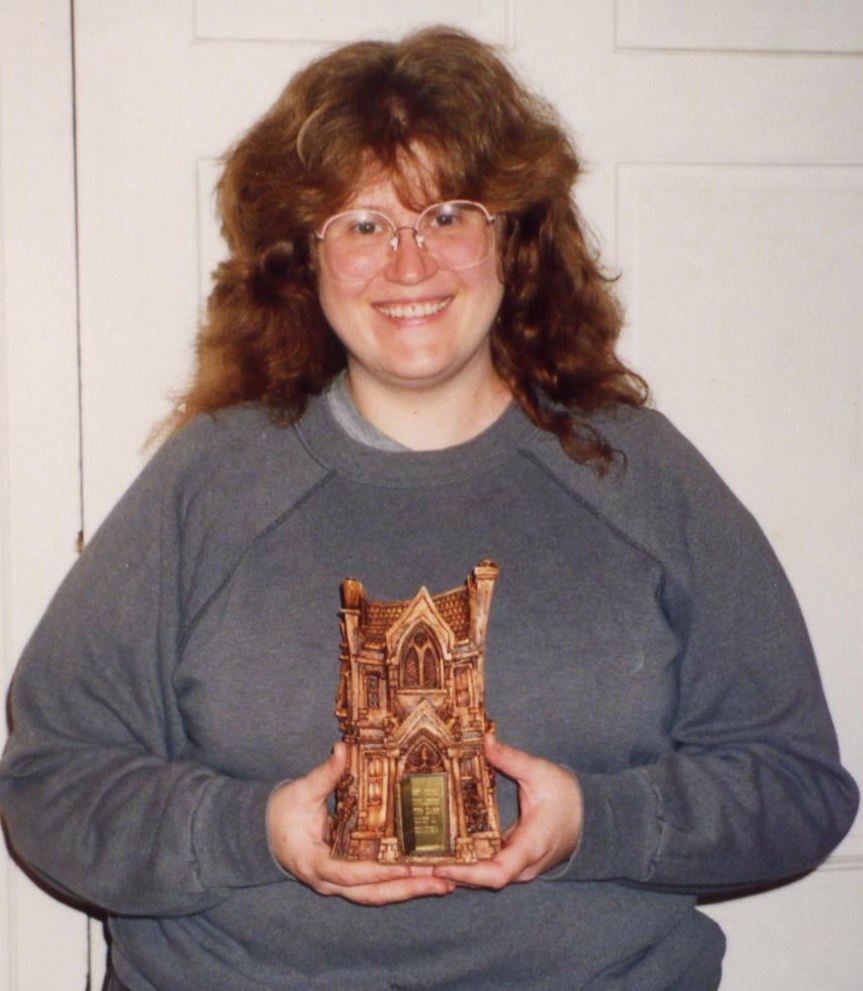
Nancy Collins met de Bram Stoker Award

De Bram Stoker Award is een literatuurprijs voor het genre horror & dark fantasy die jaarlijks wordt uitgereikt door de Horror Writers Association (HWA) tijdens de World Horror Convention.

## The Horror Writers Association
The Horror Writers Association (HWA) is een wereldwijde organisatie van schrijvers en uitgevers die zich tot doel heeft gesteld het genre horror & dark fantasy te promoten en het schrijven hiervan te stimuleren. Het HWA werd eind jaren 80 opgericht, met behulp van onder meer de schrijvers Dean Koontz, Robert R. McCammon en Joe R. Lansdale. De prijs is vernoemd naar schrijver Bram Stoker, auteur van onder meer Dracula.
Vandaag de dag met meer dan 1.000 leden van over de gehele wereld, is het de meest gerespecteerde literatuurgenre-organisatie onder de horrorschrijvers en -uitgevers. Het HWA organiseert jaarlijks de World Horror Convention, waarbij de Bram Stoker Award wordt uitgereikt. De jury hiervoor wordt voor elke conventie samengesteld uit haar leden.

## Categorieën
- Novel (1987–)
- First Novel (1987–)
- Young Adult Novel (2011–)
- Graphic Novel (2011–)
- Long Fiction (1987–)
- Short Fiction (1987–)
- Anthology (1998–)
- Fiction Collection (1998–)
- Poetry Collection (2000–)
- Non-Fiction (1987–)
- Short Non-Fiction (2019–)
- Screenplay (1998–2004, 2011–)
- Lifetime Achievement (1987–)

## Winnaars

### Novel
- 2022   The Devil Takes You Home - Gabino Iglesias
- 2021   My Heart is a Chainsaw - Stephen Graham Jones
- 2020   The Only Good Indians - Stephen Graham Jones
- 2019   Coyote Rage - Owl Goingback
- 2018   The Cabin at the End of the World - Paul G. Tremblay
- 2017   Ararat - Christopher Golden
- 2016   The Fisherman - John Langan
- 2015   A Head Full of Ghosts - Paul G. Tremblay
- 2014   Blood Kin - Steve Rasnic Tem
- 2013   Dr. Sleep - Stephen King
- 2012   The Drowning Girl - Caitlin R. Kiernan
- 2011   Flesh Eaters - Joe McKinney
- 2010   A Dark Matter - Peter Straub
- 2009   Audrey's Door - Sarah Langan
- 2008   Sarah Langan - Stephen King
- 2007   The Missing - Sarah Langan
- 2006   Lisey's Story - Stephen King
- 2005   Dread in the Beast - Charlee Jacob (ex aequo)
- 2005   Creepers - David Morrell (ex aequo)
- 2004   In the Night Room - Peter Straub
- 2003 	Lost Boy, Lost Girl - Peter Straub
- 2002 	The Night Class - Tom Piccirilli
- 2001 	American Gods - Neil Gaiman
- 2000 	The Traveling Vampire Show - Richard Laymon
- 1999 	Mr. X - Peter Straub
- 1998 	Bag of Bones - Stephen King
- 1997 	Children of the Dusk - Janet Berliner en George Guthridge
- 1996 	The Green Mile - Stephen King
- 1995 	Zombie - Joyce Carol Oates
- 1994 	Dead in the Water - Nancy Holder
- 1993 	The Throat - Peter Straub
- 1992 	Blood of the Lamb - Thomas F. Monteleone
- 1991 	Boy's Life - Robert R. McCammon
- 1990 	Mine - Robert R. McCammon
- 1989 	Carrion Comfort - Dan Simmons
- 1988 	The Silence of the Lambs - Thomas Harris
- 1987 	Swan Song - Robert R. McCammon (ex aequo)
- 1987 	Misery - Stephen King (ex aequo)

### First Novel
- 2022   Beulah - Christi Nogle
- 2021   Queen of Teeth - Hailey Piper
- 2020   The Fourth Whore - EV Knight
- 2019   The Bone Weaver's Orchard - Sarah Read
- 2018   The Rust Maidens - Gwendolyn Kiste
- 2017   Cold Cuts - Robert Payne Cabeen
- 2016   Haven - Tom Deady
- 2015   Mr. Suicide - Nicole Cushing
- 2014   Mr. Wicker - Maria Alexander
- 2013   The Evolutionist - Rena Mason
- 2012   Life Rage - L.L. Soares
- 2011   Isis Unbound - Allyson Bird
- 2010   The Castle of Los Angeles - Lisa Morton
- 2010   Black & Orange - Benjamin Kane Ethridge
- 2009   Damnable - Hank Schwaeble
- 2008   The Gentling Box - Lisa Mannetti
- 2007   Heart-Shaped Box - Joe Hill
- 2006   Ghost Road Blues - Jonathan Maberry
- 2005   Scarecrow Gods - Weston Ochse
- 2004   Stained - Lee Thomas (ex aequo)
- 2004   Covenant - John Everson (ex aequo)
- 2003   The Rising - Brian Keene
- 2002   The Lovely Bones - Alice Sebold
- 2001   Deadliest of the Species - Michael Oliveri
- 2000   The Licking Valley Coon Hunters Club - Brian A. Hopkins
- 1999   Wither - J.G. Passarella
- 1998   Dawn Song - Michael Marano
- 1997   Lives of the Monster Dogs - Kirsten Bakis
- 1996   Crota - Owl Goingback
- 1995   The Safety of Unknown Cities - Lucy Taylor
- 1994   Grave Markings - Michael Arnzen
- 1993   The Thread that Binds the Bones - Nina Kiriki Hoffman
- 1992   Sineater - Elizabeth Massie
- 1991   Prodigal - Melanie Tem (ex aequo)
- 1991   The Cipher - Kathe Koja (ex aequo)
- 1990   The Revelation - Bentley Little
- 1989   Sunglasses After Dark - Nancy A. Collins
- 1988   The Suiting - Kelley Wilde
- 1987   The Manse - Lisa Cantrell

### Young Adult Novel
- 2022   The Triangle - Robert P. Ottone
- 2021   The River Has Teeth - Erica Waters
- 2020   Clown in a Cornfield - Adam Cesare
- 2019   Oware Mosaic - Nzondi
- 2018   The Dark Descendent of Elizabeth Frankenstein - Kiersten White
- 2017   The Last Harvest - Kim Liggett
- 2016   Snowed - Maria Alexander
- 2015   Devil's Pocket - John Dixon
- 2014   Phoenix Island - John Dixon
- 2013   Dog Days - Joe McKinney
- 2012   Flesh and Bone - Jonathan Maberry
- 2011   Dust and Decay' - Jonathan Maberry
- 2011   The Screaming Season' - Nancy Holder

### Graphic Novel
- 2022   Kolchak: The Night Stalker: 50th Anniversary - James Aquilone
- 2021   The Inhabitant of the Lake - Stefano Cardoselli en Alessandro Manzetti
- 2020   Mary Shelley Presents - Chiara Di Francia, Nancy Holder en Amelia Woo
- 2019   Snow, Glass, Apples - Colleen Doran en Neil Gaiman
- 2018   Victor LaValle's Destroyer - Joana Lafuente, Victor LaValle en Dietrich Smith
- 2017   Kindred: A Graphic Novel Adaptation - Octavia E. Butler en Damian Duffy
- 2016   Kolchak the Night Stalker: The Forgotten Lore of Edgar Allan Poe - James Chambers
- 2015   Shadow Show: Stories in Celebration of Ray Bradbury - Mort Castle, Carlos Guzman, Chris Ryall en Sam Weller
- 2014   Bad Blood - Tyler Crook en Jonathan Maberry
- 2013   Alabaster: Wolves - Caitlin R. Kiernan
- 2012   Witch Hunts: A Graphic History of the Burning Times - Lisa Morton en Rocky Wood
- 2011   Neonomicon - Alan Moore

### Long Fiction[1]
- 2022   And in Her Smile, the World - Rebecca J. Allred en Gordon B. White
- 2021   Twentieth Anniversary Screening - Jeff Strand
- 2020   Night of the Mannequins - Stephen Graham Jones
- 2019   Up from Slavery - Victor LaValle
- 2018   The Devil's Throat - Rena Mason
- 2017   Mapping the Interior - Stephen Graham Jones
- 2016   The Winter Box - Tim Waggoner
- 2015   Little Dead Red - Mercedes M. Yardley
- 2014   Fishing for Dinosaurs - Joe R. Lansdale
- 2013   The Great Pity - Gary Braunbeck
- 2012   The Blue Heron - Gene O'Neill
- 2011   The Ballad of Ballard and Sandrine - Peter Straub
- 2010   Invisible Fences - Norman Prentiss
- 2009   The Lucid Dreaming - Lisa Morton
- 2008   Miranda - John R. Little
- 2007   Afterward, There Will Be A Hallway - Gary Braunbeck
- 2006   Dark Harvest - Norman Partridge
- 2005   Best New Horror - Joe Hill
- 2004   The Turtle Boy - Kealan Patrick Burke
- 2003   Closing Time - Jack Ketchum
- 2002   My Work is Not Yet Done - Thomas Ligotti (ex aequo)
- 2002   El Dia de Los Muertos - Brian A. Hopkins (ex aequo)
- 2001   In These Final Days of Sales - Tim Lebbon
- 2000   The Man on the Ceiling - Melanie Tem  en Steve Rasnic Tem
- 1999   Mad Dog Summer - Joe R. Lansdale (ex aequo)
- 1999   Five Days in April - Brian A. Hopkins (ex aequo)
- 1998   Mr. Clubb and Mr. Cuff - Peter Straub
- 1997   The Big Blow - Joe R. Lansdale
- 1996   The Red Tower - Thomas Ligotti
- 1995   Lunch at the Gotham Cafe - Stephen King
- 1994   The Scent of Vinegar - Robert Bloch
- 1993   The Night We Buried Road Dog - Jack Cady[2]
- 1993   Mefisto in Onyx - Harlan Ellison
- 1993   Death in Bangkok - Dan Simmons
- 1992   The Events Concerning a Nude Fold-Out Found in a Harlequin Romance - Joe R. Lansdale (ex aequo)
- 1992   Alien: Tribes - Stephen Bissette (ex aequo)
- 1991   The Beautiful Uncut Hair of Graves - David Morrell
- 1990   Stephen - Elizabeth Massie
- 1989   On the Far Side of the Cadillac Desert With Dead Folks - Joe R. Lansdale
- 1988   Orange is for Anguish, Blue for Insanity - David Morrell
- 1987   The Boy Who Came Back From The Dead - Alan Rodgers (ex aequo)
- 1987   The Pear-Shaped Man - George R. R. Martin (ex aequo)

### Fiction Collection[3]
- 2022   Breakable Things - Cassandra Khaw
- 2021   In That Endlessness, Our End - Gemma Files
- 2020   Grotesque: Monster Stories - Lee Murray
- 2019   Growing Things and Other Stories - Paul Tremblay
- 2018   That Which Grows Wild - Eric J. Guignard
- 2017   Strange Weather - Joe Hill
- 2016   The Doll-Master and Other Tales of Terror - Joyce Carol Oates
- 2015   While the Black Stars Burn - Lucy A. Snyder
- 2014   Soft Apocalypses - Lucy A. Snyder
- 2013   The Beautiful Thing That Awaits Us All and Other Stories - Laird Barron
- 2012   Black Dahlia and White Rose: Stories - Joyce Carol Oates (ex aequo)
- 2012   New Moon on the Water - Mort Castle (ex aequo)
- 2011   The Corn Maiden and Other Nightmares - Joyce Carol Oates
- 2010   Full Dark, No Stars - Stephen King
- 2009   A Taste of Tenderloin - Gene O'Neill
- 2008   Just After Sunset - Stephen King
- 2007   5 Stories - Peter Straub (ex aequo)
- 2007   Proverbs for Monsters - Michael A. Arnzen (ex aequo)
- 2006   Destinations Unknown - Gary A. Braunbeck
- 2005   20th Century Ghosts - Joe Hill
- 2004   Fearful Symmetries - Thomas F. Monteleone
- 2003   Peaceable Kingdom - Jack Ketchum
- 2002   One More for the Road - Ray Bradbury
- 2001   The Man with the Barbed-Wire Fists - Norman Partridge
- 2000   Magic Terror - Peter Straub
- 1999   The Nightmare Chronicles - Douglas Clegg
- 1998   Black Butterflies - John Shirley
- 1997   Exorcisms and Ecstasies - Karl Edward Wagner
- 1996   The Nightmare Factory - Thomas Ligotti
- 1995   The Panic Hand - Jonathan Carroll
- 1994   The Early Fears - Robert Bloch
- 1993   Alone With The Horrors - Ramsey Campbell
- 1992   Mr. Fox and Other Feral Tales - Norman Partridge
- 1991   Prayers to Broken Stones - Dan Simmons
- 1990   Four Past Midnight - Stephen King
- 1989   Richard Matheson: Collected Stories - Richard Matheson
- 1988   Charles Beaumont: Selected Stories - Charles Beaumont
- 1987   The Essential Ellison - Harlan Ellison

### Screenplay
- 2022   The Black Phone - Scott Derrickson en C. Robert Cargill (ex aequo)
- 2022   Chapter One: The Hellfire Club[4] - Matt en Ross Duffer (ex aequo)
- 2021   Book VI: Acts of the Apostles [5] - Mike Flanagan, James Flanagan en Jeff Howard
- 2020   The Invisible Man - Leigh Whannell
- 2019   Us - Jordan Peele
- 2018   The Bent-Neck Lady [6] - Meredith Averill
- 2017   Get Out - Jordan Peele
- 2016   The Witch - Robert Eggers
- 2015   It Follows - David Robert Mitchell
- 2014   The Babadook - Jennifer Kent
- 2013   Welcome to the Tombs [7] - Glen Mazzara
- 2012   The Cabin in the Woods - Joss Whedon en Drew Goddard
- 2011   Afterbirth [8]- Jessica Sharzer
- 2005   Shaun of the Dead - Simon Pegg en Edgar Wright (ex aequo)
- 2004   Eternal Sunshine of the Spotless Mind - Charlie Kaufman, Michel Gondry en Pierre Bismuth (ex aequo)
- 2003   Bubba Ho-Tep - Don Coscarelli
- 2002   Frailty - Brent Hanley
- 2001   Memento - Christopher en Jonathan Nolan
- 2000   Shadow of the Vampire - Steven Katz
- 1999   The Sixth Sense - M. Night Shyamalan
- 1998   Gods and Monsters - Bill Condon (ex aequo)
- 1998   Dark City - Alex Proyas (ex aequo)

## Lifetime Achievement Awards
Een kandidaat voor een Lifetime Achievement Award moet in het jaar van de uitreiking minimaal zestig zijn, nog in leven zijn en minimal 35 jaar daarvoor zijn of haar eerste horrorwerk hebben voortgebracht. Een Lifetime Achievement Award kan ook naar iemand anders dan een schrijver binnen het horrorgenre gaan, zoals een regisseur of acteur. Winnaars hebben niet zelden eerder legio Bram Stoker Awards gewonnen, zoals in het geval van Bloch, Ellison, King, Straub en Lansdale:
Winnaars:
- 2022 John Saul– Nuzo Onoh
- 2021 Jo Fletcher – Nancy Holder– Koji Suzuki
- 2020 Carol J. Clover – Jewelle Gomez– Jewelle Gomez
- 2019 Owl Goingback – Thomas Ligotti
- 2018 Graham Masterton
- 2017 Linda Addison
- 2016 Dennis Etchison – Thomas Monteleone
- 2015 Alan Moore – George A. Romero
- 2014 Jack Ketchum – Tanith Lee
- 2013 R. L. Stine - Stephen Jones
- 2012 Clive Barker - Robert McCammon
- 2011 Rick Hautala - Joe R. Lansdale
- 2010 Ellen Datlow - Al Feldstein
- 2009 Brian Lumley - William F. Nolan
- 2008 F. Paul Wilson - Chelsea Quinn Yarbro
- 2007 John Carpenter - Robert Weinberg
- 2006 Thomas Harris
- 2005 Peter Straub
- 2004 Michael Moorcock
- 2003 Anne Rice - Martin H. Greenberg
- 2002 Stephen King - J.N. Williamson
- 2001 John Farris
- 2000 Nigel Kneale
- 1999 Edward Gorey - Charles L. Grant
- 1998 Ramsey Campbell - Roger Corman
- 1997 William Peter Blatty - Jack Williamson
- 1996 Ira Levin - Forrest J. Ackerman
- 1995 Harlan Ellison
- 1994 Christopher Lee
- 1993 Joyce Carol Oates
- 1992 Ray Russell
- 1991 Gahan Wilson
- 1990 Hugh B. Cave - Richard Matheson
- 1989 Robert Bloch
- 1988 Ray Bradbury - Ronald Chetwynd-Hayes
- 1987 Fritz Leiber - Frank Belknap Long; Clifford D. Simak